# Druivenkoers 2002
La Druivenkoers 2002, quarantaduesima edizione della corsa, si svolse il 21 agosto 2002 su un percorso di 198 km, con partenza e arrivo a Overijse. Fu vinta dal belga Christophe Brandt della Lotto-Adecco davanti ai suoi connazionali Geoffrey Demeyere e Marc Streel.

## Ordine d'arrivo (Top 10)
| Pos. | Corridore         | Squadra                 | Tempo    |
| ---- | ----------------- | ----------------------- | -------- |
| 1    | Christophe Brandt | Lotto-Adecco            | 4h41'00" |
| 2    | Geoffrey Demeyere | Vlaanderen-T Interim    | a 18"    |
| 3    | Marc Streel       | Landbouwkrediet-Colnago | a 1'25"  |
| 4    | Michel Vanhaecke  | Landbouwkrediet-Colnago | a 1'35"  |
| 5    | Bert Scheirlinckx | RDM-Flanders            | s.t.     |
| 6    | Björn Leukemans   | Palmans-Collstrop       | s.t.     |
| 7    | Johan Museeuw     | Domo-Farm Frites        | a 2'35"  |
| 8    | Jo Planckaert     | Cofidis                 | s.t.     |
| 9    | Peter Van Petegem | Lotto-Adecco            | s.t.     |
| 10   | Manu L'Hoir       | EDS-Fakta               | s.t.     |